# Shavano Park
Shavano Park és una població dels Estats Units a l'estat de Texas. Segons el cens del 2000 tenia 1.754 habitants.

## Demografia
Segons el cens del 2000, Shavano Park tenia 1.754 habitants, 629 habitatges, i 549 famílies. La densitat de població era de 382,6 habitants per km².
Dels 629 habitatges en un 35,1% hi vivien nens de menys de 18 anys, en un 82,2% hi vivien parelles casades, en un 4,6% dones solteres, i en un 12,6% no eren unitats familiars. En l'11,1% dels habitatges hi vivien persones soles el 6,2% de les quals corresponia a persones de 65 anys o més que vivien soles. El nombre mitjà de persones vivint en cada habitatge era de 2,79 i el nombre mitjà de persones que vivien en cada família era de 3.
Per edats la població es repartia de la següent manera: un 25,5% tenia menys de 18 anys, un 3,4% entre 18 i 24, un 18,1% entre 25 i 44, un 35,5% de 45 a 60 i un 17,5% 65 anys o més.
L'edat mediana era de 47 anys. Per cada 100 dones de 18 o més anys hi havia 92,2 homes.
La renda mediana per habitatge era de 108.306 $ i la renda mediana per família de 111.505 $. Els homes tenien una renda mediana de 79.551 $ mentre que les dones 41.250 $. La renda per capita de la població era de 47.705 $. Aproximadament el 0,7% de les famílies i el 2,4% de la població estaven per davall del llindar de pobresa.

## Poblacions més properes
El següent diagrama mostra les poblacions més properes.